# Пемпек
Пемпе́к, реже эмпе́к (индон. pempek, empek) — блюдо индонезийской кухни. Представляет собой фрикадельки особого типа, изготовляемые из рыбы и саговой муки, иногда с некоторыми добавками. Готовятся, как правило, во фритюре. Блюдо пользуется особой популярностью на Суматре, в частности, в Палембанге, где является традиционным кулинарным специалитетом. Имеет некоторое распространение за пределами Индонезии.

## Происхождение и распространение
Родиной пемпека традиционно считается южносуматранский город Палембанг, хотя иногда эту прерогативу оспаривают жители города Джамби, расположенного на восточном побережье Суматры. История его появления достоверно не установлена. Наиболее распространенной является гипотеза о китайском происхождении пемпека. Согласно  преданию, популярному среди жителей Палембанга, это блюдо было перенято местным населением в XVII веке от китайских переселенцев и в короткий срок укоренилось здесь благодаря тому, что обеспечивало более длительное хранение приготовленной рыбы — одного из основных продуктов питания в южной части Суматры, чем обычные жарка или варка. Название «пемпек» при этом трактуется как искажение какого-то китайского слова, предположительно, обращения к торговцу-разносчику: слово «эмпе́к» (индон. empek — «отец», малайск. empek — «отец, дедушка») до настоящего времени распространено среди индонезийских и малайзийских китайцев как вежливое обращение к пожилому человеку.
Именно в Палембанге и прилегающих к нему районах Южной Суматры, а также на близлежащих островах Банка и Белитунг пемпек традиционно пользуется особой популярностью. Со временем он получил более широкое распространение — на всей Суматре, Яве и в некоторых других регионах Индонезии, однако там часто воспринимается не как местное, а как южносуматранское блюдо.

## Разновидности и приготовление

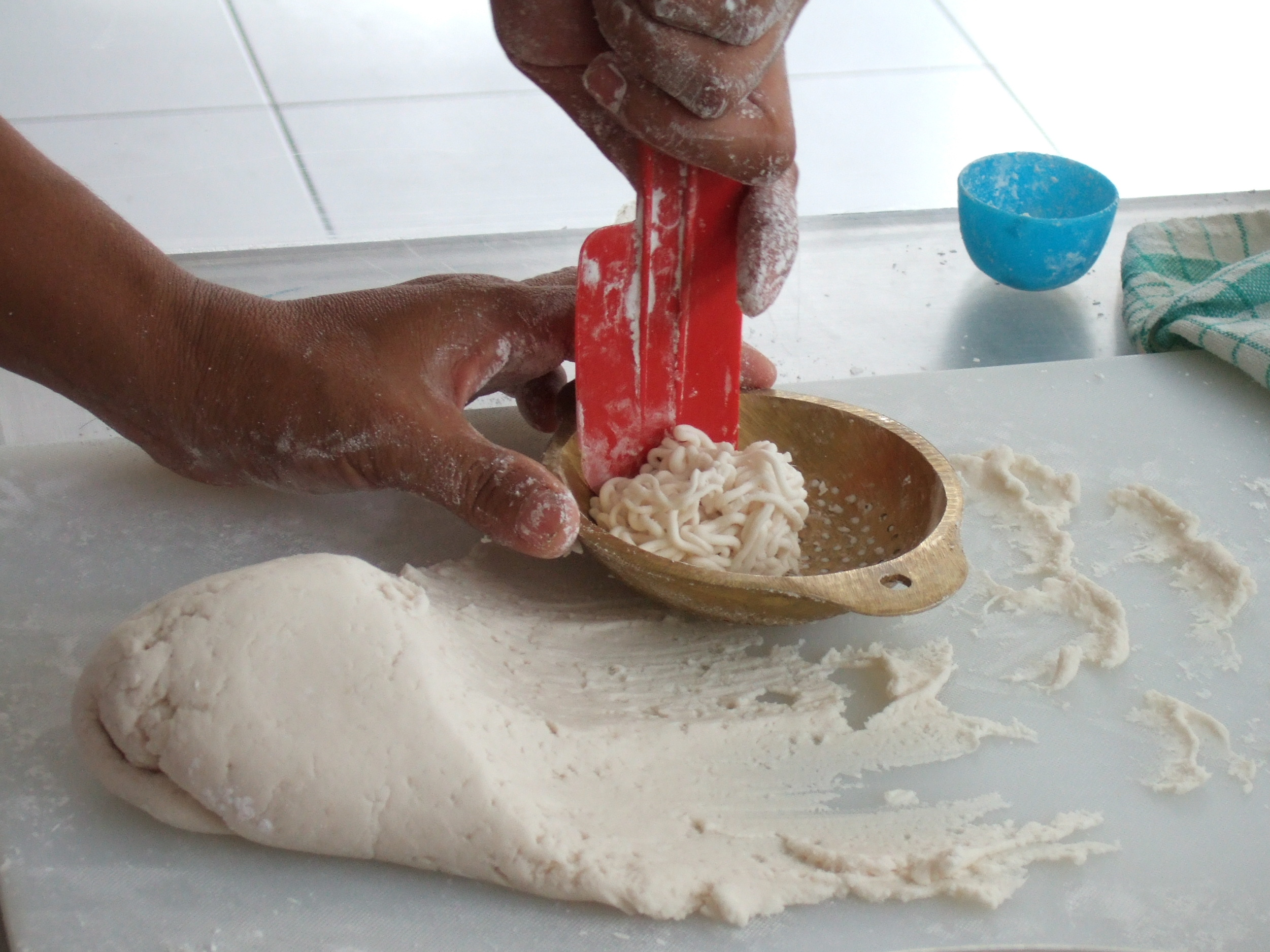
Приготовление фарша для пемпека

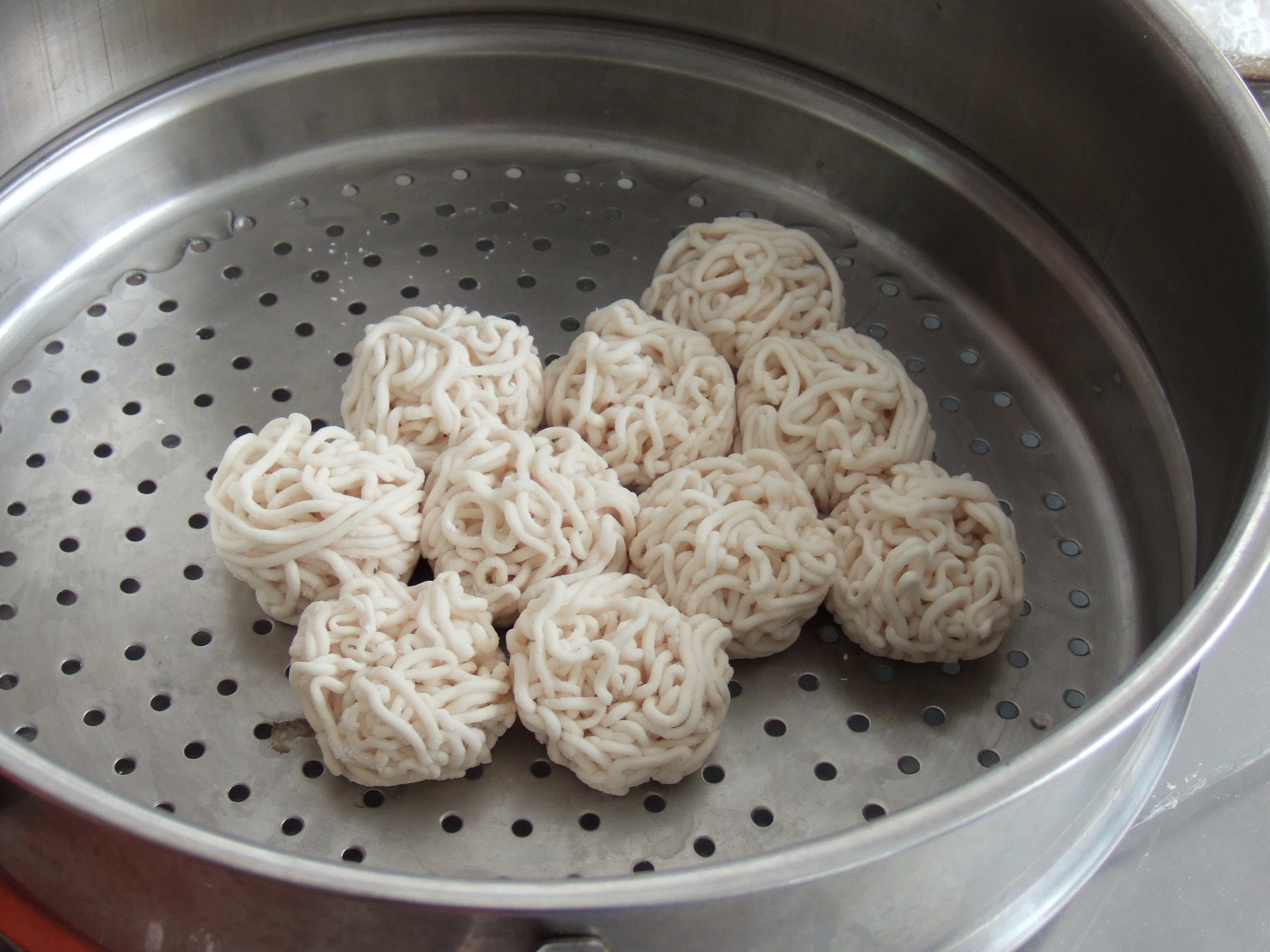
Пемпек-критинг — «кудрявый пемпек»

Пемпек может готовиться практически из любых видов рыбы. Чаще используется морская, с учётом её значительно большего распространения на местном рынке продуктов питания. Наиболее популярны в этом качестве виды семейств скумбриевых и змееголовых. Вместе с тем, на родине пемпека, в Палембанге, в равной мере популярен и пемпек из речной рыбы. Часто практикуется смешение рыбы разных видов — особенно при приготовлении пемпека в предприятиях общепита или базарными разносчиками.
Обезглавленная и очищенная от костей рыба перерабатывается в фарш. Иногда перед перемалыванием очищенную рыбу выдерживают какое-то время в солёной воде. Существует рецепт, предусматривающий сохранение на рыбе кожи или даже прибавление к исходным продуктам дополнительной рыбьей кожи — «пемпек-кулит» (индон. pempek kulit, буквально «кожаный пемпек»): в этом случае готовое блюдо приобретает сильный специфический запах и значительно более темный цвет.
В фарш добавляется вода и засыпается значительное количество муки — как правило, саговой, реже тапиоковой. Обычно объём муки сопоставим с объёмом рыбы. В результате фарш получается не очень густым и вязким, что отличает пемпек от другого популярного индонезийского блюда — баксо, изготовляемого из особого мелкого фарша (как рыбного, так и мясного) с добавлением весьма небольшого количества муки и приобретающего в готовом виде очень плотную и тугую консистенцию.
Из приправленного солью и чёрным перцем фарша лепят фрикадельки массой, как правило, около 100 граммов. Чаще всего им придаётся круглая или слегка продолговатая форма, однако возможны и другие вариации. Так, на острове Банка принято готовить пемпек в форме цилиндриков, приплюснутых с боков, а в Палембанге наряду с круглыми готовят фрикадельки неправильной формы, напоминающие вареники, или же вылепляют из фарша длинные тонкие колбаски — «пемпек-ленджер» (индон. pempek lenjer).
Вне зависимости от формы фрикадельки обычно обжариваются на сильном огне в большом количестве растительного масла. Некоторые разновидности пемпека перед жаркой короткое время проваривают. Это относится, в частности, к «пемпек-критинг» (индон. pempek keriting, буквально «кудрявый пемпек»), фарш для которого пропускается через дуршлаг и формуется в своеобразные клубки. Иногда кулинарная обработка вообще ограничивается варкой — в воде или кокосовом молоке, либо приготовлением на пару́.

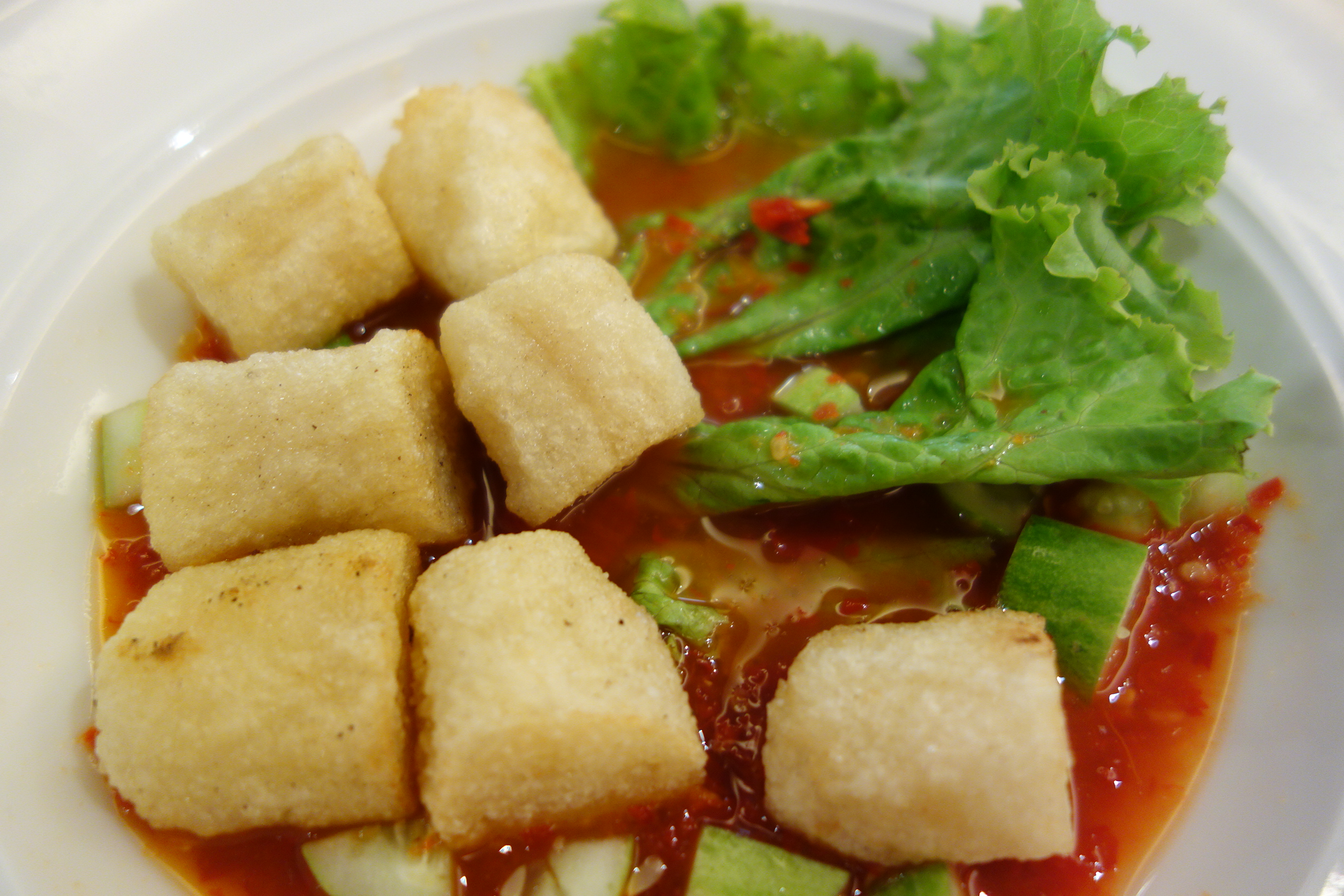
Пемпек в кисло-сладком соусе по рецепту с острова Банка

Довольно популярен фаршированный пемпек. Чаще всего начинкой служат яйца — куриные, утиные или перепелиные, которые во взбитом состоянии заливаются внутрь фрикадельки либо, реже, закладываются туда в варёном виде. Эта разновидность блюда широко известна в современной Индонезии под названием «подводная лодка» (индон. pempek kapal selam). Реже для начинки используются кусочки тофу — «пемпек-таху», «пемпек-модел» (индон. pempek tahu, pempek model) или рубленая папайя — «пемпек-пистел» (индон. pempek pistel).

## Продажа и употребление
Пемпек может подаваться отдельно, в качестве закуски, либо как основное блюдо с различными гарнирами: рисом, лапшой, овощами. Иногда жареные фрикадельки кладут в супы. В Палембанге и большинстве других местностей к пемпеку подается традиционно соус на уксусной основе, имеющий множество вариаций — практически всегда с добавлением сахара, часто лука, перца, имбиря и других специй. На острове Банка фрикадельки принято подавать с кисло-сладким соусом, изготовляемым из бобов и красного перца. Пемпек, поданный отдельно, обычно заливается соусом прямо в миске. Также распространенной приправой к пемпеку служат сушёные креветки и мелко нарезанный мочёный огурец.
На Суматре Пемпек и блюда с ним обычно присутствуют в меню предприятий общепита, а также повсеместно продаются уличными разносчиками. Во второй половине XX века харчевни и рестораны, специализирующиеся на пемпеке, появились в странах, в которых сформировались значительные общины выходцев с Суматры: прежде всего, в сопредельных с Индонезией Малайзии и Сингапуре, а также в Нидерландах, бывшей метрополии Индонезии.